# Podgaje (Zakrzów)
Podgaje – część wsi Zakrzów w Polsce, położona w województwie świętokrzyskim, w powiecie kazimierskim, w gminie Skalbmierz.
W latach 1975–1998 Podgaje administracyjnie należały do województwa kieleckiego.